# Pakfront
Die Pakfront ist eine im Zweiten Weltkrieg entwickelte deutsche und sowjetische Taktik zur Panzerabwehr.

## Allgemein
Bei dieser Taktik werden die Panzerabwehrkanonen (Pak) nicht vereinzelt eingesetzt, sondern schwerpunktartig in einem Netz von Längs- und Querfeuer vereinigt. Die Pak-Fronten verliefen in vielen Fällen nicht parallel zur Front, sondern schräg oder in einem nach rückwärts stark gewölbten Bogen, um die angreifenden Panzer in der Flanke zu fassen oder in einen Feuersack hineinzulocken. Von allerhöchster Bedeutung war die Feuerdisziplin. Schlimmster Fehler war es, das Feuer auf die Feindpanzer zu früh zu eröffnen.

## Sowjetunion
Die Rote Armee entwickelte Pakfronten zu einer Spezialität. Sie wurden mit Minenfeldern, Tankfallen sowie Infanterie, Artillerie und Flak kombiniert. An den wichtigsten Stellen wurden mehrere Panzer bis zum Drehkranz vergraben und gaben der Pakfront den entscheidenden Rückhalt. Die Pak standen meist in voller Deckung, gegen Luft- und Erdsicht hervorragend getarnt, und wurden erst kurz vor Feuereröffnung aus der Deckung geschoben. An ständigen Abwehrfronten waren Pakfronten grundsätzlich vorhanden, in der freien Feldschlacht verstand es die Rote Armee, sie schnell aufzubauen.
Nach deutschen Erfahrungen muss ein Angriff, der auf eine sowjetische Pakfront stößt, zunächst eingestellt werden, wenn man sie nicht umgehen kann. Die Panzer müssen sich so weit absetzen, dass sie nicht mehr beschossen werden können. Der Angriff muss nach gründlicher Aufklärung infanteristisch erfolgen und von Artillerie, den Panzern und Schlachtfliegern unterstützt werden.
Laut Oskar Munzel war die Rote Armee „ein gefürchteter Meister“ darin, mit taktischen Kniffen, wie Schweigepak, Pakriegeln oder Feuersäcken, Panzer in eine Falle zu locken und dann von allen Seiten mit Feuer zu überziehen. Aber wegen der Ausdehnung der Kampfräume und des entsprechenden Mangels an Pak konnten die Bedienungen, die stunden- und tagelang warteten, nur örtliche Erfolge erzielen, die dann allerdings für die Panzer sehr verlustreich ausfielen.
Nach Friedrich Wilhelm von Mellenthin waren die sowjetischen Pakfronten so gut getarnt, dass man sie nicht entdecken konnte, bis die erste sowjetische Pak das Feuer eröffnete.
Laut Mellenthin übernahm die Rote Armee diese Taktik, die sie bald „meisterhaft“ beherrschte, von der Wehrmacht. Nach Ferdinand Heim entwickelte sich die Taktik hingegen aus dem ständigen Kampf zwischen Panzer und Abwehrwaffe. Die deutschen Panzer konnten nicht mehr einfach losstürmen, sondern mussten sich vorsichtig vortasten, die Pak aufklären und möglichst von der Seite fassen. Daraufhin entwickelte die Rote Armee die Taktik, damit die Pak nicht mehr so leicht umfasst werden konnte.